# Brunnethorn
El Brunnethorn (2.952 m) és una muntanya dels Alps Penins situada al Valais, Suïssa.